# Лёвланд, Йёрген Гуннарсон
Йёрген Гуннарсон Лёвланд (норв. Jørgen Gunnarson Løvland, 1848—1922) — премьер-министр Норвегии.

## Биография
Родился 3 февраля 1848 года в Эвье.
Был министром труда Норвегии в 1898—1903 годах и в 1899—1900 годах членом Государственного совета. В 1905—1908 годах был министром иностранных дел и кроме того с 28 октября 1907 по 18 марта 1908 года являлся премьер-министром Норвегии. С 1915 по 1920 год занимал должность министра образования и по делам церкви.
22 февраля 1908 года российский император Николай II наградил Лёвланда орденом св. Александра Невского.
Кроме государственных должностей Лёвланд с 1901 по 1921 год являлся председателем Норвежского Нобелевского комитета.
Скончался 21 августа 1922 года.